# 网络引导
网络启动，是从网络而不是本地硬盘启动电脑的过程。 这种启动方式可以被網吧、無盤系統和集中管理的计算机（瘦客户机）使用，例如图书馆和学校的公用计算机。
网络启动可以用来集中管理磁盘存储，可以降低资本和维护成本。它也可以用于集群计算，其中节点可能没有本地磁盘。
在20世纪80年代末/90年代，网络启动被用来节省磁盘驱动器的开支，因为當時容量适中的硬盘仍然需要花费数千美元，且使用硬碟不利於軟體的更新。

## 硬件支持
现在的个人电脑的主板通常已内置网卡，并可在BIOS中开启/关闭网卡的Boot ROM（如PXE/iSCSI）。1998年以后的PowerPC（G3-G5）Mac系统也可以通过NetBoot从其固件启动到网络磁盘。現在也有iSCSI啟動、FCoE啟動、UEFI HTTP啟動、UEFI HTTPS啟動、PXE IPv6（不支援Legacy啟動，僅支援UEFI啟動）等。目前絕大多數主機板的內建網卡都支援UEFI PXE/Legacy PXE開機。x86平台常用PXE協定。

## 过程
網絡引導通常通过动态主机配置协议（DHCP）请求来找到加载初始软件的服务器。通常，这个初始软件不是要加载的操作系统的完整映像，而是一个小型网络啟動程式，例如PXELINUX、GRUB、Windows Boot Manager，然后由启动程序来加载完整映像。

## 作業系統
网络启动也用于无人值守的操作系统安装。 在这种情况下，网络引导的帮助操作系统被用作执行脚本驱动的无人参与安装目标机器上的预期操作系统的平台。Windows的网络引导以「Windows部署服务」（WDS）實現。Linux也可以通過網路進行全自動的安裝、部署，節約人力，方便作業。

## 外部参考
- 预启动执行环境 (PXE)
- 唤醒

## 外部文档
- PXE规格 –  预启动执行环境规范v2。1中公布的通过英特尔和SystemSoft
- 远程启动议定书草案 （页面存档备份，存于） –  草案的PXE客户/服务器协议包括在PXE规范
- 网络引导 （页面存档备份，存于） –  2.0网络引导的引导服务器发现议定书》(BSDP)